# Zagonetni događaj u Stylesu
Zagonetni događaj u Stylesu (izdan 1920.) je prvi roman "kraljice krimića" Agathe Christie u kojem ona predstavlja Herculea Poirota, Arthura Hastingsa i inspektora Jappa.
Roman je pisan u prvom licu. Pripovjeda Hastings i neki segmenti iz ove knjige su označili početak Zlatnog doba detektivstva. 

## Radnja
Zagonetni događaj u Stylesu prva je objavljena knjiga Agathe Christie i u njoj ona predstavlja Herculea Poirota, ekscentričnoga i pedantnoga akcijskog detektiva svjetskoga glasa. Radnja je smještena u predivnom engleskom ladanjskom dvorcu Styles tijekom Prvoga svjetskog rata 1917. 
Hastings se oporavlja od ranjavanja i prihvaća poziv starih prijatelja Cavendisha. Ondje susreće starog poznanika iz belgijske policije, slavnog detektiva Herculea Poirota, a u dvorcu se osjeća velika napetost. Emily Inglethorp preuzela je upravljanje obiteljskim imetkom nakon muževe smrti, a to nimalo ne odgovara njenim rasipnim sinovima. Ipak, uskoro će Poirot krenuti u svoju prvu istragu nakon što gđa Inglethorp umre od trovanja strihninom, a sumnja padne na njene sinove.

## Ekranizacija
Ekraniziran je u trećoj sezoni (1991.) TV serije Poirot s Davidom Suchetom u glavnoj ulozi.

## Poveznice
- Zagonetni događaj u Stylesu  Arhivirana inačica izvorne stranice od 14. srpnja 2014. (Wayback Machine) na Agatha-Christie.net, najvećoj domaćoj stranici obožavatelja Agathe Christie